# Harry Vandiver
Harry Schultz Vandiver (Filadelfia, 21 ottobre 1882 – Austin, 9 gennaio 1973) è stato un matematico statunitense, conosciuto per i suoi lavori in teoria dei numeri.
Ha ricevuto nel 1931 il primo Premio Cole per la teoria dei numeri grazie ad un articolo sull'ultimo teorema di Fermat